# 人権蹂躙
人権蹂躙（じんけんじゅうりん）または人権侵害（じんけんしんがい）にはいくつか語法があり、ひとつは現代的な法律学の講学上の定義・用法であり、憲法の保障する基本的人権を国家権力や「公権力」を行使する行政主体などが侵害することを指す言葉である（「#講学上の人権侵害」）。もうひとつの用法は、弱い立場にある人の基本的人権を、企業、企業経営者、マスコミ、雇用主、教員、顔役、ボスなど強い立場に立った者が侵害することも含めて指す。多国籍企業（グローバル企業）など、国境を越えて活動する企業も増えており、人権侵害が国境を越えて行われることも増えている 。企業が製造する製品や、制作する番組・コンテンツが人権侵害を引き起こす場合もある。（「私人（しじん）間での人権侵害」の節で説明）
法律学の分野や行政機関では「人権侵害」という用語が用いられることが多い。一般用語としては「人権蹂躙」という呼び方が用いられるとされている。

## 歴史と概要
人権侵害は多様な概念である。歴史的には、中世から近代の絶対主義の下で、国王などの国家権力の統治（支配）による個人の人権の制限を認めないことを目的として、成文が設けられてきた歴史がある。もっとも古く制定された成文としては、イギリス（イングランド）のマグナ・カルタ（1215年）までさかのぼる。さらに、イギリスでは17世紀の市民革命のあと、権利請願、権利章典などの成文が設けられ、国王による恣意的課税や、不当な逮捕などの「人権侵害」を排除する努力が払われてきた。その理論的支柱となった代表的な思想家として、ホッブズ、ロックが挙げられる。これらの思想を集大成させたフランスのルソーは、フランス革命（1789年 - 1799年）や日本の明治時代の自由民権運動（1874年 - 1883年ごろ）にも大きな影響を与えた。
しかし、中世・近代までの人権侵害の概念は、資本家階級（ブルジョワジー）の所有する私有財産への侵害（恣意的課税など）と、自由権、つまり人身の自由などへの侵害（国王などによる不当な逮捕など）に限られていた。そして、このような人権概念の下で自由放任（レッセ・フェール）の原則をとった結果、社会的・経済的な階層・階級の文化が進み、低い階層に置かれた個人の生活が著しく劣悪になった。この反省から、第一次世界大戦後のドイツで制定されたヴァイマル憲法（ドイツ共和国憲法、1919年）で初めて、基本的人権として生存権などの社会権の保障が規定された。もっとも、1933年のヒトラー政権の誕生後に制定された全権委任法（授権法）などの立法によってヴァイマル憲法は形骸化され、究極的な人権侵害であるジェノサイドなどにつながった。
第二次世界大戦後に制定された日本国憲法（1947年）は、このような歴史を踏まえたうえで、広範な人権規定を定めている。人権侵害とは、これら多様な人権が犯されることをいう。
これ以下の節では、現代的意味における「人権侵害」（または「人権蹂躙」）に関して記述されている。

## 講学上の人権侵害
現代の法律学の講学上の定義による「人権侵害」とは、憲法の保障する人権を国家が侵害することをいう。たとえば、正当な理由もしくは手続なしに個人の自由を奪ったり刑罰を与えたりすることを指す。具体的には、適正手続の保障（日本国憲法第31条）、令状主義（同33条）に基づかずに個人の自由を奪う別件逮捕が人権侵害にあたる見方が少なくないという見解がある。
もっとも、日本の最高裁判所が国家権力などによる公権力の行使を違憲と判断した例はきわめて限定的である（違憲審査基準、明白かつ現在の危険などを参照）。このことから、日本の司法は原則として司法消極主義をとり、司法の謙抑性を重視しているともされる。
近時は、自己情報コントロール権などの新たな人権意識の高まりなどから、個人のプライバシーに属する個人情報を正当な目的なく行政機関が保有したり、適正に管理しないことなどが「人権侵害」であるとの見方も生じてきた。これを受けて、行政機関の保有する個人情報の保護に関する法律が制定され、個人情報のずさんな管理は人権侵害（もしくは違法な行為）と見られるようになってきている。

## 私人間での人権侵害
一般的意味では「人権侵害」「人権蹂躙」はこちらを指すことが多い。
私人と私人の関係でも、対等ではない関係は多い。たとえば、企業 対 労働者、経営者 対 従業員（いわゆる「社員」）、製造企業に対してその製品の購入者・ユーザー（消費者）、私立学校に対して学生などである。
なお日本の人権状況は"後進国"レベルと指摘されており、日本の法制度や慣行は、"お手本"とは真逆の存在、ダメな例であり、人権先進国から見ると「あってはならない状況」が放置されている状況だと理解するのが正しい理解である。少し頭を使えば分かることだが、"後進国" や "落ちこぼれ"を手本のように扱ってものごとを論ずるべきではなく、つまり日本の法制度や慣行を土台として論じるべきではなく、まともな人権先進国では人権侵害がどのように考えられどのように対策が講じられどのような法規や救済策が生み出されたかを中心に論じていかなければならない。なぜそうする必要があるかについてさらに説明すると、たとえば、日本の製造企業の多くが海外に工場を持ち現地で従業員を雇っているが、海外の工場や支社で働く従業員に対して行ったことが人権侵害かどうか判断するのは、その国の法律体系である。日本の法体系ではなく、現地の法体系である。したがって、日本人も、世界各地の法体系で人権侵害がどのように規定され、どのような法規が定められ、現地で人権侵害に対してどのような罰則が定められているか知っていなければならない。特に、"人権先進国"は判断基準が厳しくて人権侵害に対して非常に厳しい措置をとるので、"人権後進国"の住民である日本人は、"人権先進国"の判断基準や措置について細心の注意で学ぶ必要がある。日本企業も、イギリス、北欧など人権先進国に海外支社や海外工場を持つことがあるので、海外で、無自覚なまま人権侵害を引き起こし深刻な結果を招いたり、現地の裁判で莫大な賠償金の支払いを命じられ会社が倒産することがないように、海外の基準、とくに人権先進国の基準こそ注意深く学ぶ必要があるのである。また2024年現在で、世界の投資のおよそ1/3はESG投資を判断基準として行われているとされ、ESGとは環境(Environment)・社会（Social）・ガバナンス(Governance)のことで、環境に良いか、社会的に適切か、適切なガバナンスが行われているか、を判断基準にして、投資したり投資を引き上げており非常に大きな潮流となっており、この「ESG」の2番めの「S」や3番めの「G」に、人権を尊守しているか、人権侵害を行っていないか、ということが含まれており、日本の大企業の多くも、海外投資会社が株主となっているので、海外の基準から見て人権侵害とされることをやらかしてしまうと、投資会社が資金を引き上げて会社衰退や滅亡の危機に面したり、あるいは海外投資会社が「もの言う株主」として経営者に対して人権侵害を止めるように指摘されたり、あるいはそれでも人権侵害を止めようとしなければ、大株主として、その不届きな代表取締役をお払い箱にして別のまともな者にすげ替える、ということも行われるので、その意味でも、海外の、特に人権先進国の基準では何が人権侵害に当たるかを知っておく必要がある。たとえば「もの言う株主」として多くの企業の経営者に対して的確な指摘をしてきたことで以前から定評があり、フジ・メディア・ホールディングス（HD）の株式もグループで7％超保有する米投資ファンドの「ダルトン・インベストメンツ」が、2025年1月14日にフジテレビの親会社フジ・メディア・ホールディングスに対し第三者委員会の調査を求める書簡を送付したことも、やはりESG投資という観点からフジテレビで人権侵害が行われ不適切なガバナンスが行われている、とダルトンが判断し、適切な対応法はフジテレビ内部で事件を隠蔽しつづけることではなく、第三者委員会を設置して調査を行い公表することだ、と指摘したのである。このように、日本の大企業の大部分は、たとえ海外に"工場"を持っていなくても、海外の投資会社が株主となっているので、"人権後進国"の住民である日本人は、"人権先進国"における人権侵害の判断基準を細心の注意を払って知っておく必要がある。

### 私人間での人権侵害の例
人権侵害にリストされているいくつかの具体例について解説する。

### 日本国内の特殊な状況
あまり参考にもならないが、人権後進国とされる日本の、"至らない状況"について説明する。
第二次世界大戦後に制定された日本国憲法で、社会権、労働三権、生存権などの新しい人権が、詳細に設けられた。
もっとも、日本国憲法の定める規定は、一般には、「抽象的権利」または「プログラム規定」であると考えられており、憲法の規定を具体的権利としてみる見解は、日本人の中では、一般的ではない。つまり、具体的な権利を規定する法律が制定されない限り、個々人に具体的な権利を付与されたものではないと、通説的には解釈されている。その裏返しとして、日本の裁判所が「人権侵害」にあたるか否かについての法的判断を行う場合には、私的自治の原則・契約自由の原則への配慮から、具体的な法の一般条項の解釈・適用において憲法の趣旨を考慮するに止まる（私人間効力参照）。
日本国憲法第28条の定めるいわゆる労働三権（労働基本権）を具体化した規定として、労働基準法、労働組合法、労働関係調整法のいわゆる労働三法がある。これらの法律に違反する不当労働行為（労働組合法第7条）やいわゆるサービス残業（労働基準法第37条等の違反行為）などがこの種類の「人権侵害」であり、それぞれの法律や労働審判法などの特別法のほか、民法・民事訴訟法などの一般法が、具体的にそれぞれの「人権侵害」に対する罰則や救済策などを定めている。
さらに、20世紀末から21世紀にかけての日本では、従来「法は家庭に入らず」の法格言の下であまり干渉されなかった家庭内における虐待などが法律によって規制されるようになりつつある。具体的には、DV防止法（2001年）、高齢者虐待防止法（2006年）などが新たに制定されている。このような法律が近時次々と制定されていることは、ドメスティックバイオレンスや高齢者虐待など家庭内における弱者の虐待をも、「法的意味での人権侵害」と日本社会がとらえるようになってきた現われであるともいえる。
人権侵害と差別に関する多様な見解
もっとも、特定の属性にあることで受ける不利益をもって「社会的弱者」と見ること自体が、そのような特定の属性を「低い」地位にあるものと固定する差別的な見方であるとする見解や、「社会的弱者」に対する優遇策（アファーマティブ・アクション）をとることが、「社会的強者」とされる者にとっては逆差別であるとする見解もある。このように、私人間における「人権侵害」の問題は平等権（日本国憲法14条）や幸福追求権（同13条）などとの関連で、きわめて多様な見解が対立している。詳細は各項目および専門書等に譲る。

### 対等な私人間での人権侵害
対等な私人間の間では、「人権侵害」が直接問題となることはない。なぜなら、それぞれの私人は独自に人権の享有主体であるからである。このような対等な私人間において、いわゆる「人権侵害」、つまり憲法の趣旨を考慮したうえでの法的意味での違法性があるか否かは、具体的な法の一般条項の解釈・適用において、両当事者間の具体的な事情の下において、それぞれの利益を相対的に比較衡量することによって判断されることになる（私人間効力（間接適用説）も参照）。

## メディアと人権侵害

### マスメディアによる人権侵害
従来、大量の情報を大衆に対して送信するマスコミュニケーションは、伝統的なマスメディア（テレビ、新聞、ラジオ、出版などの報道機関）によって、一方的な流通とならざるを得なかった。このような「情報の送り手」であるマスメディアと、「情報の受け手」である大衆（一般の個人）の分離によって、表現の自由（報道の自由）は偏在した。このため、表現者としての「強者」であるマスメディアが、表現の自由（報道の自由）を存分に行使することによって、表現者としては「弱者」である大衆のプライバシー権や人格権といった人権を侵害することが問題視されるようになった。その典型例として、報道被害やメディアスクラムなどが挙げられる（報道被害#報道の自由と人権侵害参照）。これに対して、報道機関は「自主規制」によって過剰な報道という人権の行使に一定の歯止めをかけるようになった。

### 情報化社会における人権侵害
1990年代ごろからの情報化社会の急速な発展にともない、パソコン通信やインターネットなど、個人でも容易に表現活動を行うことができる場（双方向性の新たな「マスメディア」）を用いた「マスコミュニケーション」が急速に拡大した。これにともない、個人が望めば、大衆（マス）に対して自己の思想や意見の表明などを簡易かつ安価に行えるようになった。このような表現活動は、表現の自由（言論の自由、日本国憲法第21条1項）の範疇に属するものである。他方で、このような表現活動を通じて、他者のプライバシーを暴露したり、名誉を侵害したりするなど、他者の「人権」（それぞれ「プライバシー権」、人格権）の範疇に属する事項を抵触する事態が生じるようになった。
そして、パソコン通信やインターネット上でのプライバシー侵害や名誉毀損などに対して、相次いで訴訟が起こされている。裁判所の判断枠組みは、端的にまとめると次のように評することができる。つまり、プライバシー権に関してはいったん公開されてそれが侵害されるとその回復がきわめて困難になるため、他人の意思に反して開示することを、表現の自由の名の下で容易に正当化することはない。しかし、対等な私人間において、名誉権・人格権は侮辱的な発言等の言論によって侵害されたとしても、その後の表現活動（反論等）によって回復が可能である。したがって、「表現の自由」と「人格権」という対等な私人間での等価値な人権を、個別具体的な事情の下で比較考量したうえでの慎重な法的判断を行っている（等価値的利益衡量）。
また、プロバイダーがやウェブサーバーの設置者などが、インターネット上での情報流通について発生する他人の人権（権利・利益）の侵害に対して、迅速で適切な対応を行うことを目的として、2001年にプロバイダ責任制限法が制定されている。詳細は、この項目および外部リンクを参照のこと。

## 人権侵害に対する救済
次のような制度が用意されている。詳細は各項目を参照。
1. 国家権力（行政主体）による人権侵害
  - 行政不服審査法に基づく当該行政庁に対する異議申し立て、上級行政庁などに対する審査請求・再審査請求
  - 行政事件訴訟法・国家賠償法に基づく裁判所への訴訟提起
  - 日本弁護士連合会、各地の地方弁護士会における人権救済への取組[注釈 9]
2. 私人間における人権侵害
  - （人権侵害一般）法務省法務局（地方法務局・支局）の人権相談窓口に対する被害申告（#外部リンク（「法務省HP-人権を侵害されたら（人権侵害の被害を受けた方へ）」も参照）
  - （インターネット上のプライバシー暴露等）プロバイダ責任制限法に基づくISPへの対応依頼など）#外部リンク-総務省リンク、テレサ協リンクも参照）
  - （労働分野）労働法に基づく各種救済制度（労働基準監督署、労働審判なども参照）
  - 裁判外紛争解決手続（ADR）
  - 民事訴訟法に基づく裁判所への訴訟提起
  - 刑事訴訟法に基づく告訴
  - 日本弁護士連合会、各地の地方弁護士会における人権救済への取組など